# Clacy-et-Thierret
Clacy-et-Thierret és un municipi francès situat al departament de l'Aisne i a la regió dels Alts de França. L'any 2007 tenia 354 habitants.

## Demografia

### Població
El 2007 la població de fet de Clacy-et-Thierret era de 354 persones. Hi havia 133 famílies de les quals 20 eren unipersonals (4 homes vivint sols i 16 dones vivint soles), 28 parelles sense fills, 65 parelles amb fills i 20 famílies monoparentals amb fills.
La població ha evolucionat segons el següent gràfic:
Habitants censats

### Habitatges
El 2007 hi havia 138 habitatges, 132 eren l'habitatge principal de la família, 2 eren segones residències i 4 estaven desocupats. 137 eren cases i 1 era un apartament. Dels 132 habitatges principals, 109 estaven ocupats pels seus propietaris, 21 estaven llogats i ocupats pels llogaters i 2 estaven cedits a títol gratuït; 12 tenien tres cambres, 31 en tenien quatre i 89 en tenien cinc o més. 108 habitatges disposaven pel capbaix d'una plaça de pàrquing. A 51 habitatges hi havia un automòbil i a 78 n'hi havia dos o més.

### Piràmide de població
La piràmide de població per edats i sexe el 2009 era:
| Homes | Edats   | Dones |
| ----- | ------- | ----- |
| 0     | 95 o +  | 0     |
| 0     | 90 a 94 | 0     |
| 0     | 85 a 89 | 0     |
| 0     | 80 a 84 | 0     |
| 4     | 75 a 79 | 12    |
| 0     | 70 a 74 | 4     |
| 4     | 65 a 69 | 0     |
| 4     | 60 a 64 | 4     |
| 16    | 55 a 59 | 16    |
| 12    | 50 a 54 | 12    |
| 12    | 45 a 49 | 4     |
| 20    | 40 a 44 | 16    |
| 8     | 35 a 39 | 16    |
| 8     | 30 a 34 | 8     |
| 8     | 25 a 29 | 8     |
| 20    | 20 a 24 | 4     |
| 12    | 15 a 19 | 16    |
| 16    | 10 a 14 | 0     |
| 16    | 5 a 9   | 8     |
| 4     | 0 a 4   | 8     |

## Economia
El 2007 la població en edat de treballar era de 246 persones, 175 eren actives i 71 eren inactives. De les 175 persones actives 162 estaven ocupades (86 homes i 76 dones) i 13 estaven aturades (8 homes i 5 dones). De les 71 persones inactives 24 estaven jubilades, 22 estaven estudiant i 25 estaven classificades com a «altres inactius».

### Ingressos
El 2009 a Clacy-et-Thierret hi havia 135 unitats fiscals que integraven 359 persones, la mediana anual d'ingressos fiscals per persona era de 19.936 €.

### Activitats econòmiques
Dels 18 establiments que hi havia el 2007, 1 era d'una empresa extractiva, 3 d'empreses de construcció, 6 d'empreses de comerç i reparació d'automòbils, 3 d'empreses de transport, 2 d'empreses immobiliàries, 1 d'una empresa de serveis, 1 d'una entitat de l'administració pública i 1 d'una empresa classificada com a «altres activitats de serveis».
Dels 4 establiments de servei als particulars que hi havia el 2009, 1 era un taller de reparació d'automòbils i de material agrícola, 1 lampisteria, 1 perruqueria i 1 agència immobiliària.
Dels 2 establiments comercials que hi havia el 2009, 1 era una botiga de més de 120 m² i 1 una botiga de mobles.
L'any 2000 a Clacy-et-Thierret hi havia 3 explotacions agrícoles.

## Equipaments sanitaris i escolars
El 2009 hi havia una escola maternal integrada dins d'un grup escolar amb les comunes properes formant una escola dispersa.

## Poblacions més properes
El següent diagrama mostra les poblacions més properes.